# はんなりん
はんなりん（HANNARYN）は、プロバスケットボールBリーグ・京都ハンナリーズのプロチアダンスチームである。

## 概要
ハンナリーズのbjリーグ参戦に合わせて2009年結成。初代チームディレクターにチアドラゴンズやアルビレックスチアリーダーズのメンバーを歴任した可児暁恵が就任。
bjリーグ 2009-10「ベストパフォーマー賞」を受賞。
2010年からは2代目チームディレクターにRinが、コーチに1期生のYURIKAがそれぞれ就任。
2012年シーズンからは鹿島ディアーズの元チアリーダーだった下川さやかがチームディレクターを務めている。
2017年からは、現役当時＃１を担っていたSATOMIがディレクターとして始動。チームワーク、マナー、チアスピリットを尊重し、本格的なダンス技術でアーティスティックな演技を構成している。
はんなりんは、チアダンスチームには珍しく全員背番号を有しており、京都らしい独創的な衣装と、品格のある魅せるダンスを特徴としている。

## 主な出身者
- 葵夏都乃(モデル)(2009-2010年度 在籍)
- 森杏奈 (レースクイーン) (2010-2012年度 在籍)
- 阿部まみ(2009-2013年度 在籍)
- 世永聖奈(2013-2014年度 在籍)